# Union sportive et littéraire de Montjoly
Maillots
L’Union Sportive Littéraire Montjoly est un club guyanais de football basé dans la ville de Remire-Montjoly.

## Historique
Fondée en 1961 dans la ville de Remire-Montjoly, même si l'institution née en 1901. Elle a participé au camp de la Ligue de football de la Guyane à 2 reprises et 2 fois champion de la Coupe Régionale.
Au niveau international, il a participé à la première édition du tournoi continental, lors de la Coupe des champions de la Concacaf de 1985, où il a été éliminé lors des demi-finales par l'équipe qui fut l’éventuelle champion, la Force de défense de Trinité-et-Tobago.

## Palmarès
| Palmarès |
| - Championnat de Guyane (5 fois) : - Champion : 1975 ; 1976 ; 1980 ; 1981 ; 1982 - Vice-champion : - Coupe de Guyane : - Vainqueur : - Finaliste : - Coupe de France Régionale (2 fois) : 1981 ; 1984 - Coupe VYV : - Vainqueur : |

## Anciens joueurs
- Bernard Lama